# Dicranoptycha livescens
Dicranoptycha livescens är en tvåvingeart som beskrevs av Friedrich Hermann Loew 1871. Dicranoptycha livescens ingår i släktet Dicranoptycha och familjen småharkrankar. Inga underarter finns listade i Catalogue of Life.